# 조현태 (2004년)
조현태(한국 한자: 趙炫泰, 2004년 10월 27일 ~ )는 대한민국의 축구 선수로, 포지션은 센터백이다. 현재 K리그1 강원 FC 소속이다.

## 유소년 시절
유스 시절 팀의 핵심 선수로 활약하면서 K리그 주니어 전기리그 우승과 강원도협회장배 축구대회 우승을 이끌었으며, 강원도협회장배 축구대회에서는 수비상을 수상하는 영애를 안았다.

## 구단 경력
2022년에 강원 FC 최초로 준프로 계약 선수로서 입단하게 되면서프로 커리어를 시작하게 되었다.

## 플레이 스타일
타고난 신체 조건으로 몸싸움과 공중볼 싸움에 강점이 있으며 빌드업 능력도 좋은 선수라고 평가 받는다.

## 수상 내역

### 대회 기록
강릉제일고등학교 (2020 ~ 2022)
- K리그 주니어 전기리그 ● 우승: 2022
- 강원도협회장배 축구대회 ● 우승: 2022

## 개인 수상
- 강원도협회장배 축구대회 수비상: 2022

## 참고 자료
- 강원FC, U18 박기현-조현태 구단 첫 준프로 계약 “최초 타이틀에 누가 되지 않게 최선 다할 것” - 강원 FC